# Neil MacGregor
Robert Neil MacGregor (Glasgow, 16 giugno 1946) è uno storico dell'arte britannico redattore del Burlington Magazine dal 1981 al 1987, poi direttore della National Gallery di Londra dal 1987 al 2002, direttore del British Museum dal 2003 al 2009 e direttore fondatore dell'Humboldt Forum di Berlino fino al 2018.

## Biografia
Neil MacGregor è nato a Glasgow da due medici, Alexander e Anna MacGregor. Ha studiato alla Glasgow Academy e poi ha studiato lingue moderne al New College di Oxford, del quale è ora membro onorario. Successivamente studiò filosofia all'École normale supérieure di Parigi (in coincidenza con gli eventi del maggio 1968 ) e giurisprudenza all'Università di Edimburgo, dove ricevette il Greeen Prize. Nonostante si sia iscritto all'albo degli avvocati nel 1972, MacGregor decise successivamente di laurearsi in storia dell'arte. L'anno successivo il direttore del Courtauld Anthony Blunt individuò MacGregor e lo convinse a accettare di svolgere un master sotto la sua supervisione. Blunt in seguito considerò MacGregor "l'allievo più brillante a cui abbia mai insegnato". Dal 1975 al 1981 MacGregor ha insegnato Storia dell'Arte e dell'Architettura all'Università di Reading. Ha poi lasciato l'incarico per assumere la direzione del Burlington Magazine.

## Pubblicazioni
- A Victim of Anonymity: The Master of the Saint Bartholomew Altarpiece, Walter Neurath Memorial Lectures, Thames & Hudson, 1994, ISBN 9780500550267.
- Seeing Salvation: Images of Christ in Art, Yale University Press, 2000, ISBN 9780300084788.
- La storia del mondo in 100 oggetti, Allen Lane, 2011, ISBN 9781846144134.Adelphi, 2002, trad. Marco Sartori, ISBN 978 8845 927 430
- Shakespeare's Restless World: An Unexpected History in Twenty Objects, Penguin, 2014, ISBN 978-0718195700.
- Germany: Memories of a Nation, Allen Lane, 2014, ISBN 9780241008331.
- Living with the Gods: On Beliefs and Peoples, Alfred A. Knopf, 2018, ISBN 9780525521464.